# Tour de Ski 2018-2019
Il Tour de Ski 2018-2019 si è svolto dal 29 dicembre 2018 al 6 gennaio 2019. Le gare sono iniziate a Dobbiaco, Italia e sono terminate in Val di Fiemme, Italia. I detentori dei titoli erano lo svizzero Dario Cologna e la norvegese Heidi Weng.
Il vincitore in campo maschile è stato il norvegese Johannes Høsflot Klæbo, in campo femminile la connazionale Ingvild Flugstad Østberg, entrambi al primo successo nel Tour de Ski.

## Calendario
| Tappe | Luogo                | Data             | Evento                                     | Distanza | Distanza | Orario (CET) | Orario (CET) | Donne                    | Donne                    | Uomini                 | Uomini                 |
| Tappe | Luogo                | Data             | Evento                                     | Donne    | Uomini   | Donne        | Uomini       | Vittoria tappa           | Leader cl. generale      | Vittoria tappa         | Leader cl. generale    |
| ----- | -------------------- | ---------------- | ------------------------------------------ | -------- | -------- | ------------ | ------------ | ------------------------ | ------------------------ | ---------------------- | ---------------------- |
| 1     | Dobbiaco Italia      | 29 dicembre 2018 | Sprint tecnica libera                      | 1,3 km   | 1,3 km   | 14:30        | 14:57        | Stina Nilsson            | Stina Nilsson            | Johannes Høsflot Klæbo | Johannes Høsflot Klæbo |
| 2     | Dobbiaco Italia      | 30 dicembre 2018 | Individual start tecnica libera            | 10 km    | 15 km    | 12:45        | 14:45        | Natal'ja Neprjaeva       | Natal'ja Neprjaeva       | Sergej Ustjugov        | Aleksandr Bol'šunov    |
| 3     | Val Müstair Svizzera | 1º gennaio 2019  | Sprint tecnica libera                      | 1,4 km   | 1,4 km   | 12:00        | 12:27        | Stina Nilsson            | Jessica Diggins          | Johannes Høsflot Klæbo | Johannes Høsflot Klæbo |
| 4     | Oberstdorf Germania  | 2 gennaio 2019   | Mass start tecnica classica                | 10 km    | 15 km    | 12:00        | 14:00        | Ingvild Flugstad Østberg | Ingvild Flugstad Østberg | Emil Iversen           | Johannes Høsflot Klæbo |
| 5     | Oberstdorf Germania  | 3 gennaio 2019   | Handicap start tecnica libera              | 10 km    | 15 km    | 15:15        | 13:05        | Ingvild Flugstad Østberg | Ingvild Flugstad Østberg | Johannes Høsflot Klæbo | Johannes Høsflot Klæbo |
| 6     | Val di Fiemme Italia | 5 gennaio 2019   | Mass start tecnica classica                | 10 km    | 15 km    | 14:00        | 15:10        | Ingvild Flugstad Østberg | Ingvild Flugstad Østberg | Johannes Høsflot Klæbo | Johannes Høsflot Klæbo |
| 7     | Val di Fiemme Italia | 6 gennaio 2019   | Final Climb, Handicap start tecnica libera | 9 km     | 9 km     | 13:00        | 14:45        | Ingvild Flugstad Østberg | Ingvild Flugstad Østberg | Sjur Røthe             | Johannes Høsflot Klæbo |

## Punti
Il vincitore della classifica generale ottiene 400 punti, mentre il vincitore di tappa ottiene 50 punti.
| Pos.  | 1   | 2   | 3   | 4   | 5   | 6   | 7   | 8   | 9   | 10  | 11 | 12 | 13 | 14 | 15 | 16 | 17 | 18 | 19 | 20 | 21 | 22 | 23 | 24 | 25 | 26 | 27 | 28 | 29 | 30 |
| ----- | --- | --- | --- | --- | --- | --- | --- | --- | --- | --- | -- | -- | -- | -- | -- | -- | -- | -- | -- | -- | -- | -- | -- | -- | -- | -- | -- | -- | -- | -- |
| Punti | 400 | 320 | 240 | 200 | 180 | 160 | 144 | 128 | 116 | 104 | 96 | 88 | 80 | 72 | 64 | 60 | 56 | 52 | 48 | 44 | 40 | 36 | 32 | 28 | 24 | 20 | 16 | 12 | 8  | 4  |

| Pos.  | 1  | 2  | 3  | 4  | 5  | 6  | 7  | 8  | 9  | 10 | 11 | 12 | 13 | 14 | 15 | 16 | 17 | 18 | 19 | 20 | 21 | 22 | 23 | 24 | 25 | 26 | 27 | 28 | 29 | 30 |
| ----- | -- | -- | -- | -- | -- | -- | -- | -- | -- | -- | -- | -- | -- | -- | -- | -- | -- | -- | -- | -- | -- | -- | -- | -- | -- | -- | -- | -- | -- | -- |
| Punti | 50 | 46 | 43 | 40 | 37 | 34 | 32 | 30 | 28 | 26 | 24 | 22 | 20 | 18 | 16 | 15 | 14 | 13 | 12 | 11 | 10 | 9  | 8  | 7  | 6  | 5  | 4  | 3  | 2  | 1  |

## Classifiche finali

### Classifica generale
| Pos. | Nome                   | Tempo     |
| ---- | ---------------------- | --------- |
| 1    | Johannes Høsflot Klæbo | 3h07'59"4 |
| 2    | Sergej Ustjugov        | +16"7     |
| 3    | Simen Hegstad Krüger   | +48"8     |
| 4    | Sjur Røthe             | +1'05"3   |
| 5    | Aleksandr Bol'šunov    | +1'26"6   |
| 6    | Andrej Mel'ničenko     | +1'37"1   |
| 7    | Martin Johnsrud Sundby | +2'04"3   |
| 8    | Denis Spicov           | +2'05"9   |
| 9    | Francesco De Fabiani   | +2'18"5   |
| 10   | Andrej Lar'kov         | +2'34"6   |

| Pos. | Nome                     | Tempo     |
| ---- | ------------------------ | --------- |
| 1    | Ingvild Flugstad Østberg | 2h30'31"2 |
| 2    | Natal'ja Neprjaeva       | +2'42"0   |
| 3    | Krista Pärmäkoski        | +2'55"9   |
| 4    | Anastasija Sedova        | +3'53"2   |
| 5    | Julija Belorukova        | +4'47"4   |
| 6    | Jessica Diggins          | +5'13"5   |
| 7    | Heidi Weng               | +6'49"3   |
| 8    | Masako Ishida            | +9'16"2   |
| 9    | Kari Øyre Slind          | +9'30"5   |
| 10   | Marija Istomina          | +9'45"0   |

### Classifica sprint
| Pos. | Nome                   | Tempo |
| ---- | ---------------------- | ----- |
| 1    | Johannes Høsflot Klæbo | 3'12" |
| 2    | Aleksandr Bol'šunov    | 1'50" |
| 3    | Sergej Ustjugov        | 1'36" |
| 4    | Finn Hågen Krogh       | 48"   |
| 5    | Francesco De Fabiani   | 47"   |

| Pos. | Nome                     | Tempo |
| ---- | ------------------------ | ----- |
| 1    | Ingvild Flugstad Østberg | 2'19" |
| 2    | Jessica Diggins          | 1'46" |
| 3    | Natal'ja Neprjaeva       | 1'45" |
| 4    | Julija Belorukova        | 1'32" |
| 5    | Lotta Udnes Weng         | 1'10" |

## Tappe

### 1ª Tappa
29 dicembre 2018, Dobbiaco, Italia
| Pos. | Nome                   | Tempo   |
| ---- | ---------------------- | ------- |
| 1    | Johannes Høsflot Klæbo | 2'17"99 |
| 2    | Richard Jouve          | +0"34   |
| 3    | Lucas Chanavat         | +0"39   |
| 4    | Sindre Bjørnestad Skar | +0"76   |
| 5    | Emil Iversen           | +1"67   |

| Pos. | Nome               | Tempo   |
| ---- | ------------------ | ------- |
| 1    | Stina Nilsson      | 2'36"26 |
| 2    | Ida Ingemarsdotter | +3"00   |
| 3    | Jessica Diggins    | +3"07   |
| 4    | Julija Belorukova  | +3"16   |
| 5    | Linn Sömskar       | +3"26   |

### 2ª Tappa
30 dicembre 2018, Dobbiaco, Italia
| Pos. | Nome                 | Tempo   |
| ---- | -------------------- | ------- |
| 1    | Sergej Ustjugov      | 30'34"1 |
| 2    | Simen Hegstad Krüger | +12"2   |
| 3    | Aleksandr Bol'šunov  | +21"9   |
| 4    | Andrej Mel'ničenko   | +27"4   |
| 5    | Didrik Tønseth       | +28"0   |

| Pos. | Nome                     | Tempo   |
| ---- | ------------------------ | ------- |
| 1    | Natal'ja Neprjaeva       | 23'19"9 |
| 2    | Ingvild Flugstad Østberg | +0"3    |
| 3    | Anastasija Sedova        | +10"9   |
| 4    | Krista Pärmäkoski        | +17"4   |
| 5    | Heidi Weng               | +21"2   |

### 3ª Tappa
1º gennaio 2019, Val Müstair, Svizzera
| Pos. | Nome                   | Tempo   |
| ---- | ---------------------- | ------- |
| 1    | Johannes Høsflot Klæbo | 3'03"78 |
| 2    | Federico Pellegrino    | +2"35   |
| 3    | Sergej Ustjugov        | +3"07   |
| 4    | Richard Jouve          | +3"08   |
| 5    | Emil Iversen           | +3"61   |

| Pos. | Nome                     | Tempo   |
| ---- | ------------------------ | ------- |
| 1    | Stina Nilsson            | 3'31"91 |
| 2    | Sophie Caldwell          | +2"27   |
| 3    | Jessica Diggins          | +2"27   |
| 4    | Ingvild Flugstad Østberg | +3"54   |
| 5    | Maiken Caspersen Falla   | +4"58   |

### 4ª Tappa
2 gennaio 2019, Oberstdorf, Germania
| Pos. | Nome                 | Tempo   |
| ---- | -------------------- | ------- |
| 1    | Emil Iversen         | 45'30"3 |
| 2    | Francesco De Fabiani | +0"9    |
| 3    | Sergej Ustjugov      | +2"0    |
| 4    | Sjur Røthe           | +3"7    |
| 5    | Calle Halfvarsson    | +3"2    |

| Pos. | Nome                       | Tempo   |
| ---- | -------------------------- | ------- |
| 1    | Ingvild Flugstad Østberg   | 32'08"9 |
| 2    | Natal'ja Neprjaeva         | +0"1    |
| 3    | Anastasija Sedova          | +5"3    |
| 4    | Astrid Uhrenholdt Jacobsen | +12"9   |
| 5    | Krista Pärmäkoski          | +15"9   |

### 5ª Tappa
3 gennaio 2019, Oberstdorf, Germania
| Pos. | Nome                   | Tempo   |
| ---- | ---------------------- | ------- |
| 1    | Johannes Høsflot Klæbo | 35'07"5 |
| 2    | Sergej Ustjugov        | +0"4    |
| 3    | Aleksandr Bol'šunov    | +1'08"2 |
| 4    | Sindre Bjørnestad Skar | +1'41"5 |
| 5    | Simen Hegstad Krüger   | +1'42"5 |

| Pos. | Nome                     | Tempo   |
| ---- | ------------------------ | ------- |
| 1    | Ingvild Flugstad Østberg | 26'21"2 |
| 2    | Natal'ja Neprjaeva       | +30"4   |
| 3    | Jessica Diggins          | +1'12"6 |
| 4    | Julija Belorukova        | +1'12"7 |
| 5    | Krista Pärmäkoski        | +1'23"6 |

### 6ª Tappa
5 gennaio 2019, Val di Fiemme, Italia
| Pos. | Nome                   | Tempo   |
| ---- | ---------------------- | ------- |
| 1    | Johannes Høsflot Klæbo | 40'52"6 |
| 2    | Francesco De Fabiani   | +0"6    |
| 3    | Aleksandr Bol'šunov    | +2"6    |
| 4    | Andrej Lar'kov         | +3"4    |
| 5    | Maksim Vylegžanin      | +4"6    |

| Pos. | Nome                     | Tempo   |
| ---- | ------------------------ | ------- |
| 1    | Ingvild Flugstad Østberg | 29'34"4 |
| 2    | Natal'ja Neprjaeva       | +10"0   |
| 3    | Anastasija Sedova        | +10"8   |
| 4    | Krista Pärmäkoski        | +12"5   |
| 5    | Julija Belorukova        | +39"7   |

### 7ª Tappa
6 gennaio 2019, Val di Fiemme, Italia
| Pos. | Nome                 | Tempo   |
| ---- | -------------------- | ------- |
| 1    | Sjur Røthe           | 30'32"0 |
| 2    | Simen Hegstad Krüger | +1"3    |
| 3    | Andrej Mel'ničenko   | +28"6   |
| 4    | Jules Lapierre       | +29"8   |
| 5    | Florian Notz         | +45"8   |

| Pos. | Nome                     | Tempo   |
| ---- | ------------------------ | ------- |
| 1    | Ingvild Flugstad Østberg | 35'15"0 |
| 2    | Krista Pärmäkoski        | +42"8   |
| 3    | Anastasija Sedova        | +49"6   |
| 4    | Anna Nečaevskaja         | +57"2   |
| 5    | Laura Mononen            | +1'10"9 |